# Villanueva de Villaescusa
Villanueva de Villaescusa är en ort i Spanien.   Den ligger i provinsen Provincia de Cantabria och regionen Kantabrien, i den norra delen av landet, 300 km norr om huvudstaden Madrid. Villanueva de Villaescusa ligger 40 meter över havet och antalet invånare är 969.
Terrängen runt Villanueva de Villaescusa är kuperad söderut, men norrut är den platt. Runt Villanueva de Villaescusa är det ganska tätbefolkat, med 96 invånare per kvadratkilometer. Närmaste större samhälle är Santander, 11,8 km norr om Villanueva de Villaescusa. Omgivningarna runt Villanueva de Villaescusa är en mosaik av jordbruksmark och naturlig växtlighet.